# Gare de Nador-Sud
La Gare de Nador-Sud est une gare située dans la commune de Zeghanghane près de Nador (Nord du Maroc).